# Albumy numer jeden w roku 2012 (Japonia)
Notowanie Weekly Album Chart (jap. 週間アルバムランキング Shūkan Arubamu Chāto) przedstawia najlepiej sprzedające się albumy w Japonii. Publikowane jest ono przez magazyn Oricon Style, a dane skompletowane zostały przez Oricon w oparciu o cotygodniowe wyniki sprzedaży fizycznej albumów. Poniżej znajdują się tabele prezentujące najpopularniejsze albumy w danych tygodniach w roku 2012.

## Oricon Weekly Album Chart
| Data            | Album                                                                                          | Wykonawca                | Źródło |
| --------------- | ---------------------------------------------------------------------------------------------- | ------------------------ | ------ |
| 2 stycznia      | Funky Monkey Babys 4 (jap. ファンキーモンキーベイビーズ4)                                      | Funky Monkey Babys       | [ 1 ]  |
| 9 stycznia      | EXILE JAPAN/Solo                                                                               | Exile/Exile Atsushi      | [ 2 ]  |
| 16 stycznia     | EXILE JAPAN/Solo                                                                               | Exile/Exile Atsushi      | [ 3 ]  |
| 23 stycznia     | EXILE JAPAN/Solo                                                                               | Exile/Exile Atsushi      | [ 4 ]  |
| 30 stycznia     | BEST HIT AKG                                                                                   | Asian Kung-Fu Generation | [ 5 ]  |
| 6 lutego        | JAPONESQUE                                                                                     | Kumi Kōda                | [ 6 ]  |
| 13 lutego       | The beginning                                                                                  | Ayaka                    | [ 7 ]  |
| 20 lutego       | BUTTERFLY                                                                                      | L’Arc-en-Ciel            | [ 8 ]  |
| 27 lutego       | Tōkyō Collection (jap. 東京コレクション)                                                       | Tokyo Jihen              | [ 9 ]  |
| 5 marca         | CHAIN                                                                                          | KAT-TUN                  | [ 10 ] |
| 12 marca        | NEWTRAL                                                                                        | Ikimonogakari            | [ 11 ] |
| 19 marca        | NEWTRAL                                                                                        | Ikimonogakari            | [ 12 ] |
| 26 marca        | NEXT ENCORE                                                                                    | SDN48                    | [ 13 ] |
| 2 kwietnia      | „2012” (jap. 『2012』)                                                                         | Acid Black Cherry        | [ 14 ] |
| 9 kwietnia      | Kis-My-1st                                                                                     | Kis-My-Ft2               | [ 15 ] |
| 16 kwietnia     | Ano.. Namida ga aru kara ai ga arun desu kedo. (jap. あの・・涙があるから愛があるんですケド。) | Yūsuke                   | [ 16 ] |
| 23 kwietnia     | shamanippon -Rakachi no tohi- (jap. shamanippon -ラカチノトヒ-)                                | Tsuyoshi Dōmoto          | [ 17 ] |
| 30 kwietnia     | Kaze uta Caravan (jap. 風歌キャラバン)                                                         | Naoto Inti Raymi         | [ 18 ] |
| 7 maja          | YUZU YOU [2006-2011]                                                                           | Yuzu                     | [ 19 ] |
| 14 maja         | YUZU YOU [2006-2011]                                                                           | Yuzu                     | [ 20 ] |
| 21 maja         | Mr. Children 2005–2010 ＜macro＞                                                               | Mr. Children             | [ 21 ] |
| 28 maja         | Mr. Children 2005–2010 ＜macro＞                                                               | Mr. Children             | [ 22 ] |
| 4 czerwca       | Mr. Children 2005–2010 ＜macro＞                                                               | Mr. Children             | [ 23 ] |
| 11 czerwca      | Just Crazy                                                                                     | Jang Keun-suk            | [ 24 ] |
| 18 czerwca      | JUMP WORLD                                                                                     | Hey! Say! JUMP           | [ 25 ] |
| 25 czerwca      | NEWS BEST                                                                                      | NEWS                     | [ 26 ] |
| 2 lipca         | Toki no Silhouette (jap. 時のシルエット)                                                       | Aiko                     | [ 27 ] |
| 9 lipca         | Uncontrolled                                                                                   | Namie Amuro              | [ 28 ] |
| 16 lipca        | Uncontrolled                                                                                   | Namie Amuro              | [ 29 ] |
| 23 lipca        | Uncontrolled                                                                                   | Namie Amuro              | [ 30 ] |
| 30 lipca        | I LOVE YOU -now & forever-                                                                     | Keisuke Kuwata           | [ 31 ] |
| 6 sierpnia      | I LOVE YOU -now & forever-                                                                     | Keisuke Kuwata           | [ 32 ] |
| 13 sierpnia     | I LOVE YOU -now & forever-                                                                     | Keisuke Kuwata           | [ 33 ] |
| 20 sierpnia     | GIFT of SMAP                                                                                   | SMAP                     | [ 34 ] |
| 27 sierpnia     | 1830m                                                                                          | AKB48                    | [ 35 ] |
| 3 września      | 1830m                                                                                          | AKB48                    | [ 36 ] |
| 10 września     | CODE NAME BLUE                                                                                 | CNBLUE                   | [ 37 ] |
| 17 września     | ALL SINGLES BEST 2                                                                             | Kobukuro                 | [ 38 ] |
| 24 września     | Perfume Global Compilation „LOVE THE WORLD”                                                    | Perfume                  | [ 39 ] |
| 1 października  | Force                                                                                          | Superfly                 | [ 40 ] |
| 8 października  | OPUS ~ALL TIME BEST 1975-2012~                                                                 | Tatsurō Yamashita        | [ 41 ] |
| 15 października | Gravity                                                                                        | Kōichi Dōmoto            | [ 42 ] |
| 22 października | OPUS ~ALL TIME BEST 1975-2012~                                                                 | Tatsurō Yamashita        | [ 43 ] |
| 29 października | 8EST                                                                                           | Kanjani ∞                | [ 44 ] |
| 5 listopada     | 8EST                                                                                           | Kanjani ∞                | [ 45 ] |
| 12 listopada    | Popcorn                                                                                        | Arashi                   | [ 46 ] |
| 19 listopada    | BEST STORY ~Life stories~                                                                      | Juju                     | [ 47 ] |
| 26 listopada    | one Sexy Zone                                                                                  | Sexy Zone                | [ 48 ] |
| 3 grudnia       | Nihon no koi to, Yuming to. (jap. 日本の恋と、ユーミンと。)                                    | Yumi Matsutōya           | [ 49 ] |
| 10 grudnia      | ［(an imitation) blood orange］                                                                | Mr. Children             | [ 50 ] |
| 17 grudnia      | EXILE BEST HITS -LOVE SIDE / SOUL SIDE-                                                        | Exile                    | [ 51 ] |
| 24 grudnia      | EXILE BEST HITS -LOVE SIDE / SOUL SIDE-                                                        | Exile                    | [ 52 ] |
| 31 grudnia      | Barādon (jap. バラー丼)                                                                        | Ikimonogakari            | [ 53 ] |